# Seaside (Californië)
Seaside is een plaats (city) in de Amerikaanse staat Californië, en valt bestuurlijk gezien onder Monterey County.

## Demografie
Bij de volkstelling in 2000 werd het aantal inwoners vastgesteld op 31.696.
In 2006 is het aantal inwoners door het United States Census Bureau geschat op 34.066.

## Geografie
Volgens het United States Census Bureau beslaat de plaats een oppervlakte van
23,2 km², waarvan 22,9 km² land en 0,3 km² water. Seaside ligt op ongeveer 5 m boven zeeniveau.